# Шпортфройнде (жіночий футбольний клуб, Зіген)
«Шпортфройнде Зіген» (нім. Sportfreunde Siegen) — німецький жіночий футбольний клуб з міста Зіген. Є жіночою секцією футбольного клубу «Шпортфройнде».

## Історія
Початково жіноча футбольна секція була заснована у складі спортивного клубу «Зігенер» (нім. Siegener SC), а 18 липня 1974 року увійшла до спортивного товариства «Зіген» (нім. TSV Siegen), оскільки вони мали кращі фінансові можливості. У період з 1974 по 1980 рік команда тричі вигравала титул чемпіона Вестфалії та тричі посідала друге місце. Крім того, вони вигравали тричі Кубок Вестфалії.
Розквіт команди розпочався у 1985 році, коли її очолив Герд Нойзер, чоловік воротаря жіночої збірної Німеччини Розі Нойзер, яка увійшла до команди та переконала інших гравців збірної, таких як Сільвія Найд, Петра Бартельманн, Сіссі Рейт та Андреа Хаберласс теж перейти у «Зіген». В результаті команда стала одним із лідерів німецького жіночого футболу і за 10 років здобула по 5 чемпіонських титулів та національних кубків. При цьому у 1987 році «Зіген» навіть зумів виграти «золотий дубль» (чемпіонат і кубок Німеччини).
Однак влітку 1994 року між Нойзером та тодішнім головою «Зігена» виникла суперечка, через що Нойзер покинув команду. Після цього результати «Зігена» погіршились і він зумів виграти лише один чемпіонат у 1996 році. Того ж року команда увійшла до складу футбольного клубу «Шпортфройнде», втім її результати продовжили погіршуватись.
У сезоні 1999/00 команда дійшла до фіналу Кубка Німеччини, але вже у наступному сезоні зайняла 8-ме місце і вилетіла до Регіоналліги Захід і в подальшому стала виступати виключно в нижчих лігах країни.

## Досягнення
- Чемпіон Німеччини:

Чемпіон (6): 1987, 1990, 1991, 1992, 1994, 1996
- Кубок Німеччини:

Володар Кубка (5): 1986, 1987, 1988, 1989, 1993

## Статистика виступів у Бундеслізі
| Сезон   | Ліга              | Місце        | В  | Н | П  | РГ    | О     | Кубок       |
| ------- | ----------------- | ------------ | -- | - | -- | ----- | ----- | ----------- |
| 1990/91 | Бундесліга Північ | Чемпіон      | 15 | 3 | 0  | 85:07 | 33:03 | Фінал       |
| 1991/92 | Бундесліга Північ | Чемпіон      | 18 | 2 | 0  | 49:06 | 38:02 | Фінал       |
| 1992/93 | Бундесліга Північ | Віце-чемпіон | 16 | 1 | 1  | 61:06 | 33:03 | Володар     |
| 1993/94 | Бундесліга Північ | Чемпіон      | 15 | 2 | 1  | 74:11 | 32:04 | Фінал       |
| 1994/95 | Бундесліга Північ | 3            | 11 | 3 | 4  | 64:23 | 26:10 | Фінал       |
| 1995/96 | Бундесліга Північ | Чемпіон      | 14 | 3 | 1  | 70:10 | 45    | Півфінал    |
| 1996/97 | Бундесліга Північ | 3.           | 13 | 1 | 4  | 52:15 | 40    | Чвертьфінал |
| 1997/98 | Бундесліга        | 5.           | 12 | 2 | 8  | 46:23 | 38    | Півфінал    |
| 1998/99 | Бундесліга        | 3.           | 10 | 7 | 5  | 32:28 | 37    | 1/8 фіналу  |
| 1999/00 | Бундесліга        | 3.           | 13 | 3 | 6  | 48:28 | 42    | Фінал       |
| 2000/01 | Бундесліга        | 8.           | 7  | 5 | 10 | 28:46 | 26    | 1/8 фіналу  |